# Kamuli (district)
Pour la ville, voir Kamuli.
Le district de Kamuli est un districts de l'Ouganda. Il se trouve à l'est du Nil Blanc, entre le lac Victoria et le lac Kyoga.

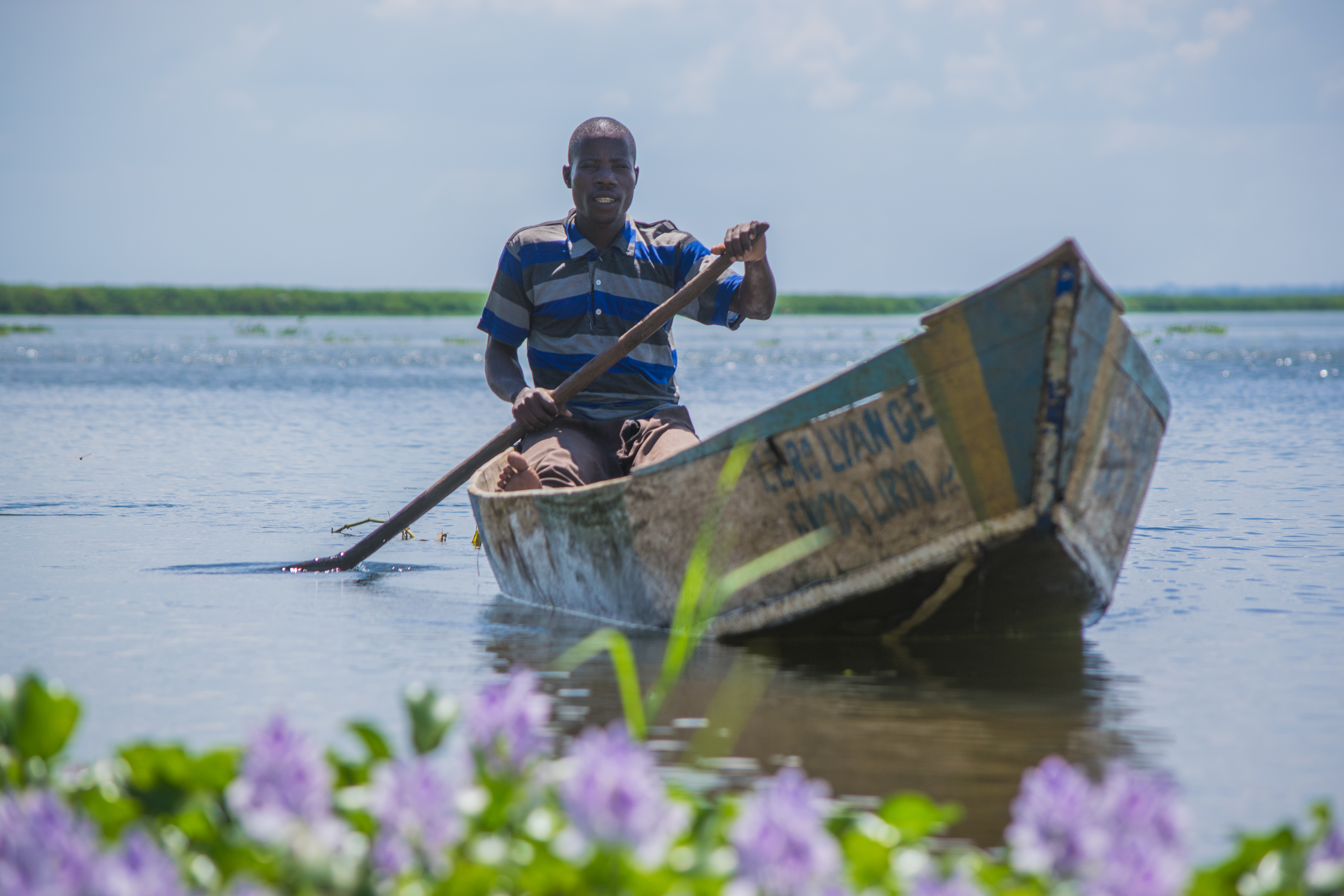
Traversée du Nil Blanc en barque dans le district de Kamuli.